# (8192) Tonucci
(8192) Tonucci ist ein im inneren Hauptgürtel gelegener Asteroid, der am 10. September 1993 von den Astronomen am Santa Lucia Stroncone-Observatorium (IAU-Code 589) in Stroncone in der Region Umbrien entdeckt wurde.
Der Himmelskörper wurde am 8. Dezember 1998 nach dem italienischen Radrennfahrer Giuseppe Tonucci (1938–1988) benannt, der im Straßenradsport aktiv war und 1960 vom italienischen Verband für die Olympischen Sommerspiele in Rom nominiert wurde.
Er wurde 1961 Profi und gewann den Gran Premio Cemab; 1963 beendete er seine Karriere.